# Cena Via Bona

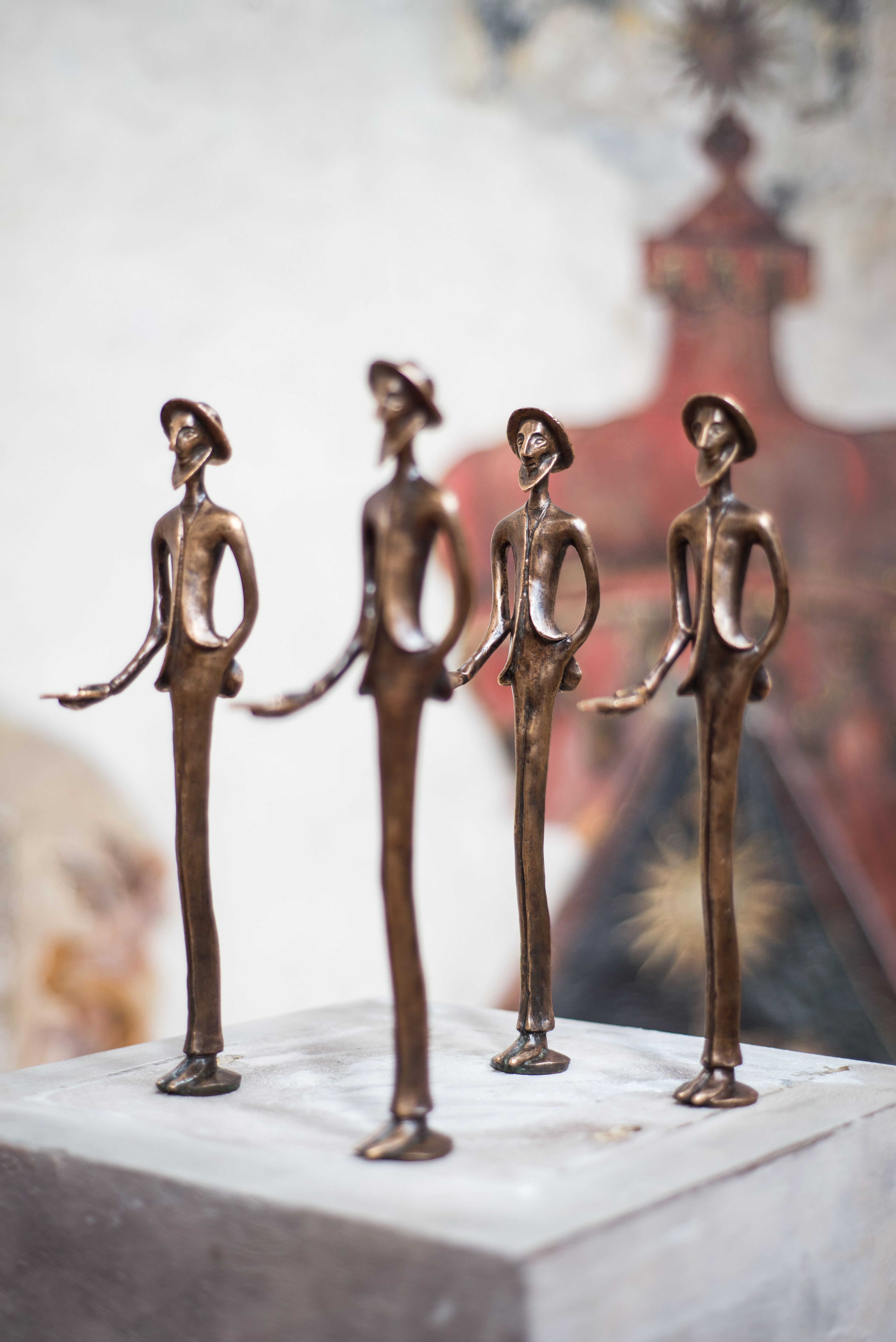
Cena Via Bona – autor sošky František Skála

Cena Via Bona je ocenění, které v Česku každoročně udílí Nadace Via jednotlivcům, skupinám a firmám za inspirativní počiny v oblasti filantropie. Nadace usiluje o to, aby bylo v Česku více lidí, kteří společně pečují o své okolí a kteří darují druhým. „Každá dobročinnost je i příběh – a může být silnou motivací pro lidi, kteří o darování uvažují, ale zatím nevědí, jak začít,“ shrnuje ředitel nadace Via Zdeněk Mihalco. Poprvé byla Cena udělena v roce 1998 s cílem obnovit zpřetrhanou tradici filantropie v České republice.
Cenou Via Bona nadace vyzdvihuje inspirativní příběhy dárcovství a dobročinnosti a ukazuje nové filantropické trendy i možné cesty všem současným i potenciálním filantropům. Ocenění je symbolické poděkování těm, kteří nezištně pomáhají druhým, věnují svůj čas, energii, peníze či zkušenosti pro dobrou věc – všem, kteří mění své okolí a společnost k lepšímu.
Cenu Via Bona každoročně zaštiťuje Velvyslanectví Spojených států amerických v Praze.

## Laureáti a finalisté

### Ročník 2021
Mottem 24. ročníku byly "Příběhy naděje"
V kategorii Umění darovat
- Babeta Schneiderová – během pandemie pomáhala ubytovávat lidi bez domova v prázdných hotelích. Založila běžeckou skupinu Adventní Běhání, díky níž vyběhala přes milion korun pro rodiny dětí s hendikepem.

- Studenti pro onkologii – vedeni smutným osudem své kamarádky, založili sbírkový projekt na podporu malého Tomáška, pro kterého vybrali přes 100 tisíc korun.

- Nora Fridrichová – do veřejného prostoru vyzdvihla téma samoživitelství a zprostředkovává pomoc rodinám v nouzi.

V kategorii Umění žít spolu
- Věra Fina – zakladatelka organizace Jelimán, řadu let pomáhá onkologickým pacientům a zasazuje se o legislativní změny.
- Věra Luhanová a Petra Zábranová – na své náklady a dobrovolnicky rozběhly v Chebu pobočku organizace Nádech podporující rodiče samoživitele, kde nabízejí materiální i psychosociální pomoc.
- František Kynčl – od roku 2013 se věnuje lidem bez domova, které zapojuje do pravidelných dobrovolných úklidů měst České Budějovice a Tábor.

### Ročník 2020
Mottem 23. ročníku byla „(Ne)rozdělená společnost“
Kategorie Srdcař:
- Breakfaststory – za podporu sociálních podniků a chráněných dílen. Za realizaci kampaně Potěš obědem, kdy během koronakrize zdarma rozvezli více než 10 000 porcí obědů potřebným.

- Fandi mámám – za materiální pomoc matkám – samoživitelkám a jejich dětem. Díky aplikaci FandiMat poskytují materiální pomoc i dalším lidem v nouzi.

- Komunitní osvětové společenství – za všeobecnou podporu občanské společnosti a inspiraci dalších lidí k dobrovolnictví.

- Spolu s vámi – za propojení osamělých seniorů a nevidomých nebo slabozrakých. V době koronavirové karantény spustili pro seniory službu Návštěvy po telefonu, čímž rozšířili své působení na celou Českou republiku.

- Terezie Hradilková – za zasazení se o společenské začlenění znevýhodněných lidí. Založila Společnost pro ranou péči, poskytující podporu rodinám dětí s postižením, aby tyto děti nemusely žít izolované v ústavech.

Kategorie Hrdina za časů krize
Čestné uznání:

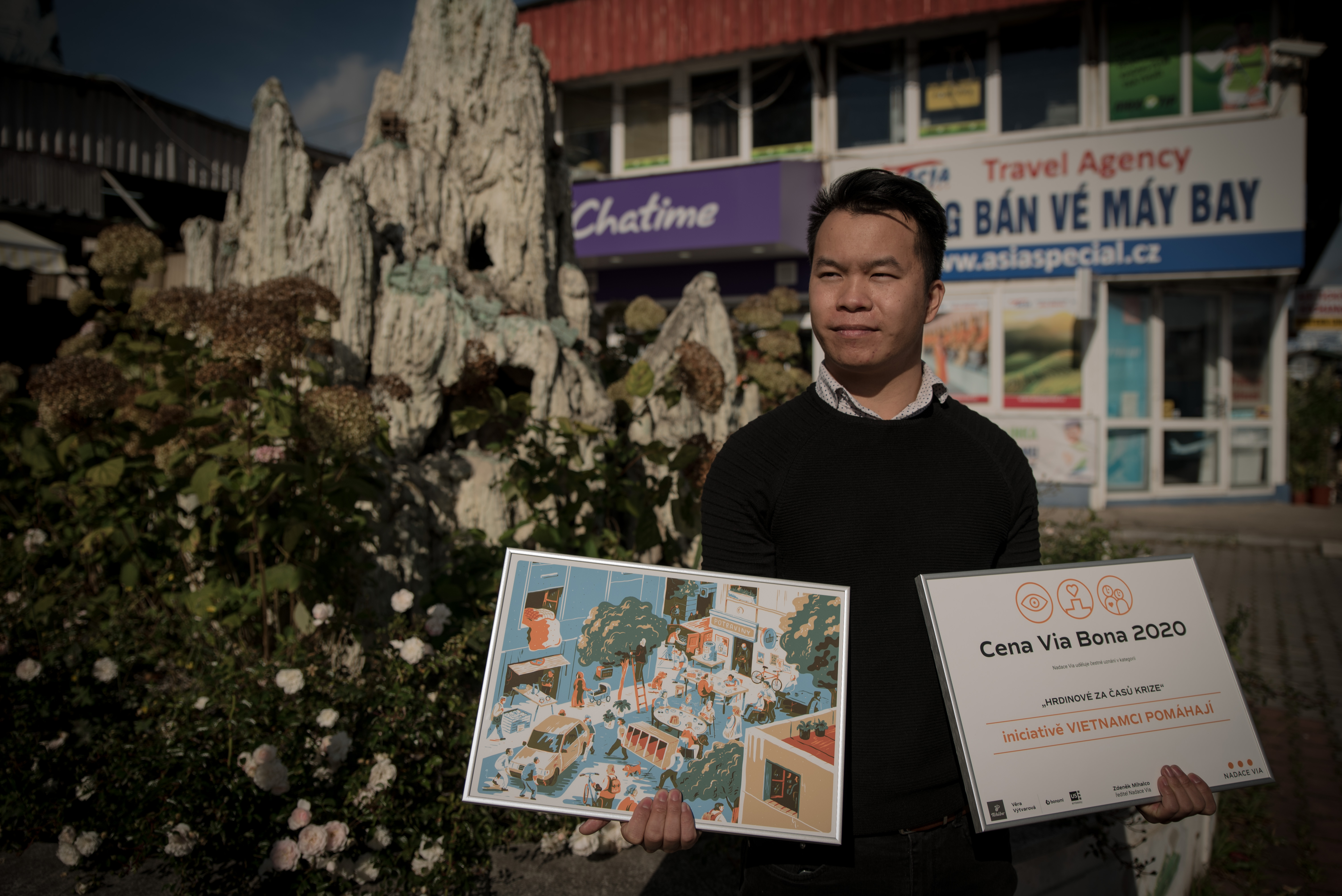

- Jakub Kabelka – za dobrovolnictví v oblasti výroby a distribuce ochranných štítů nejen pro zdravotníky a policii.

- Vietnamci pomáhají – za propojení dobrovolnické pomoci mezi vietnamskou komunitou a českou společností, a to nejen prostřednictvím webových stránek

- Radomír Lapčík – v rámci svého vlastního nadačního fondu založil dárcovský program NAVZDORY, do něhož věnoval deset milionů korun s cílem zmírnit dopady pandemie na život matek samoživitelek či rodin s postiženými dětmi ve Zlínském kraji.

### Ročník 2019
Kategorie Dobrá firma
- Vincentka za celou škálu finanční i materiální podpory, kterou poskytuje luhačovickému regionu

Finalisté: Vojanovy Sady; Bonami
Kategorie Dárcovská výzva
- Ondřej Šimetka za to, že pomocí svých extrémních sportovních výkonů vybral v rámci veřejných výzev přes 300 tisíc korun pro neziskovou organizaci Lékaři bez hranic

Finalisté: Zkruhu; Polévka, která pomáhá
Kategorie Srdcař
- Martina Seidlerová za oživování rodného Jesenicka

Finalisté: Bedřich Loos; Eva Lehotská
Kategorie Mladý srdcař
- Patrik Zadina za to, že pomáhá na životní cestě dětem z dětských domovů

Finalisté: Martin Kasík, Bojovníci z Avalone
Zvláštní cena Za dobré sousedství
- Eva Lehotská

### Ročník 2018
Kategorie Dobrá firma

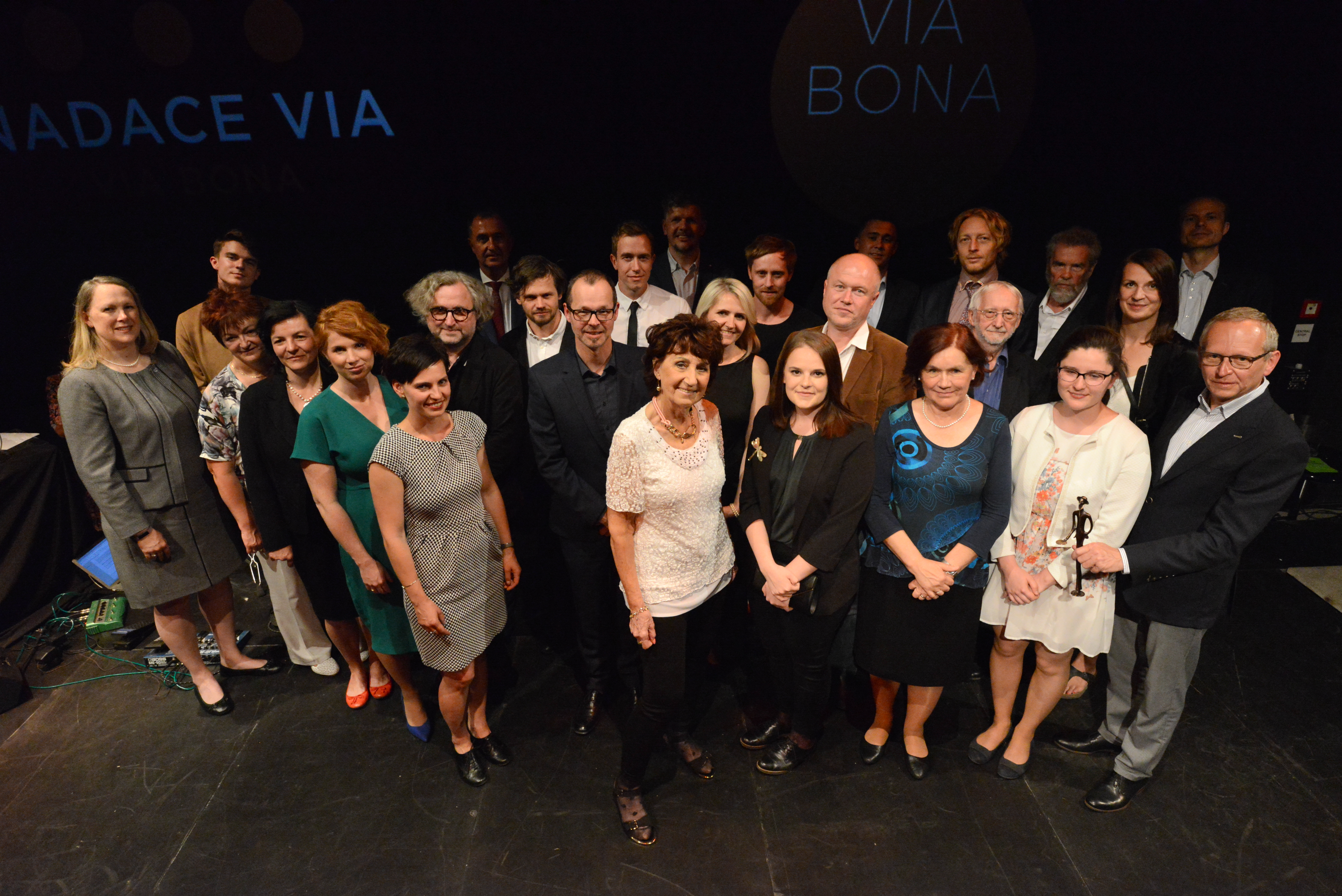
Předávající a finalisté Ceny Via Bona 2018

Cena pro ty, kteří ve svém okolí spojují byznys s dobročinností
- Rodan Hojgr[2] – prostřednictvím své firmy Naturfyt-BIO se dlouhodobě snaží zvyšovat kvalitu života na rodném Jesenicku

Finalisté: Mjölk, Lokál CZ
Kategorie Mecenáš
Cena pro ty, kteří věnují část svého majetku na dobročinnost
- Libor Malý[3] – pomáhá proti předluženosti Čechů a propaguje nový směr „ekonomiky daru“

Finalisté: Karel Janeček, Tomáš Drnek
Kategorie Závěť pomáhá
Cena pro ty, kteří ve své závěti myslí i na dobročinnost
- Marcela Mejstříková[4] – svůj majetek odkázala formou budoucího příslibu sdružení Mamma HELP

Finalisté: Michal Wagner, Ivanka Kellnerová
Kategorie Srdcař
Cena pro ty, kteří pomáhají svým zápalem, časem, penězi a energií

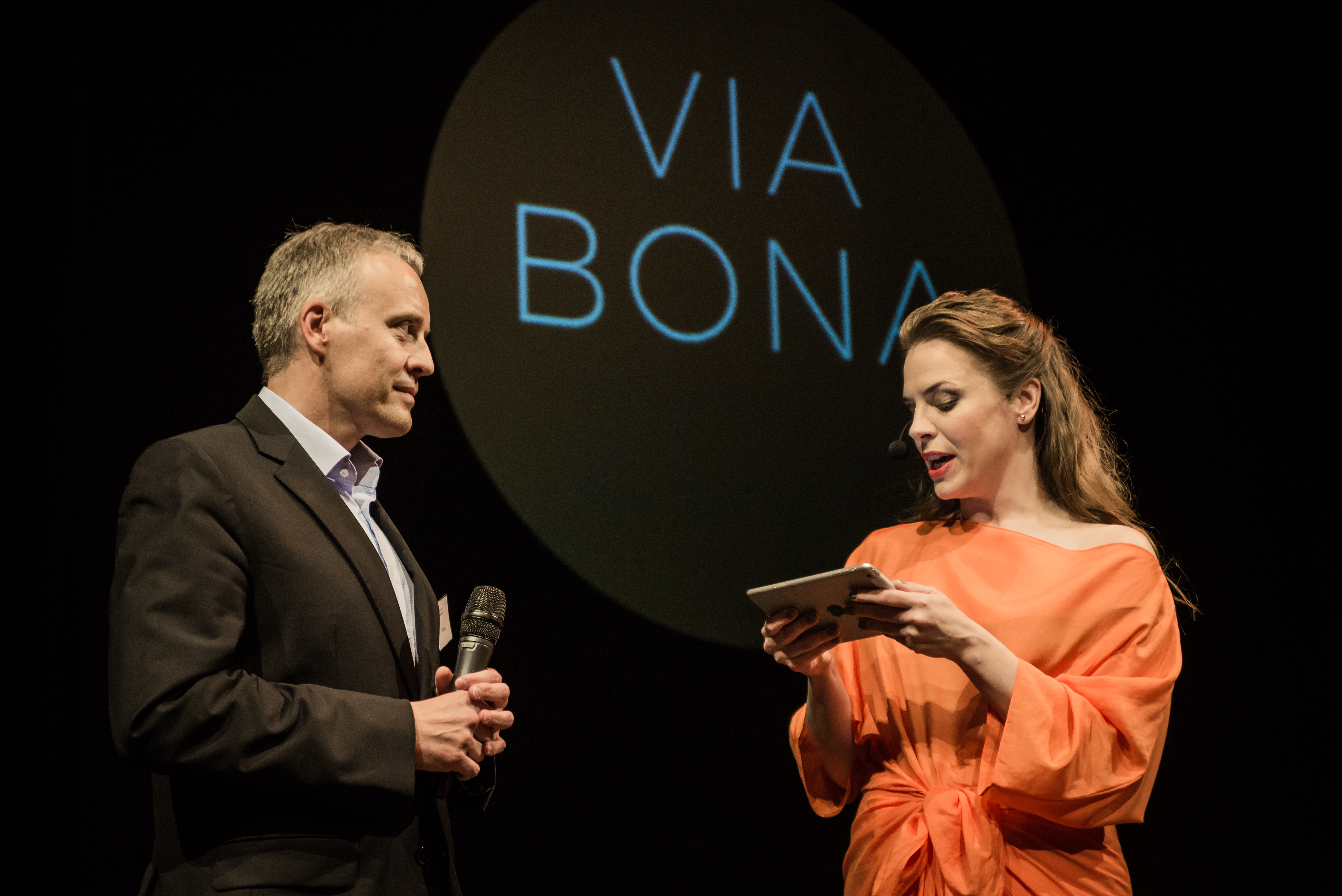
Ředitel Nadace Via – Jiří Bárta

- Ludmila Böhmová[5] – pomáhá ve Středoafrické republice vzdělávat mladou generaci, aby podpořila její budoucí ekonomickou nezávislost

Finalisté: Maxim Čambor, Olga Štrejbarová
Kategorie Mladý srdcař
Cena pro mladé filantropy, kteří jdou příkladem
- Petra Soukupová[6][7] – založila Police Symphony Orchestra – hudební orchestr mladých, který pomáhá na Broumovsku

Finalisté: Peter Chalupianský, Alžběta Vachelová
Cena veřejnosti
(celkově největší počet hlasů ze všech finalistů ve veřejném hlasování)
Petra Soukupová

### Ročník 2017 – nejsilnější filantropické příběhy za 20 let historie Ceny
Kategorie Individuální filantropie
Cena pro ty, kteří pomáhají svým zápalem, časem a životní energií

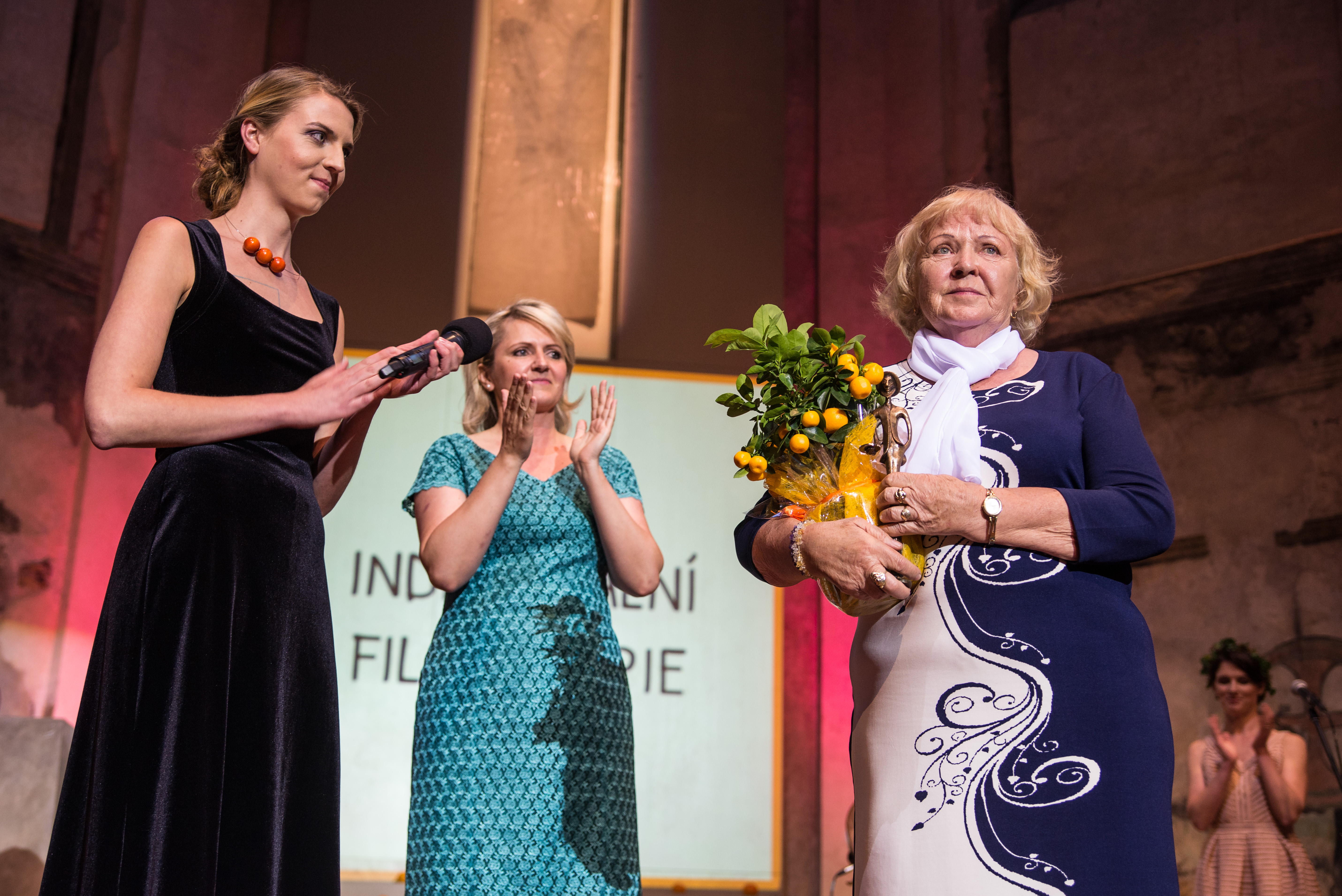
Cena Via Bona 2017 – Zdeňka Wasserbauerová

- Zdenka Wasserbauerová - za posledních 18 let přesvědčila přes 10 000 mladých lidí, aby se registrovali mezi dárce kostní dřeně, čímž zachránila řadu lidských životů

Finalisté: Petr Sýkora, Mathilda Nostitzová, Tomáš Slavata, Kvido Štěpánek
Kategorie Mladý filantrop

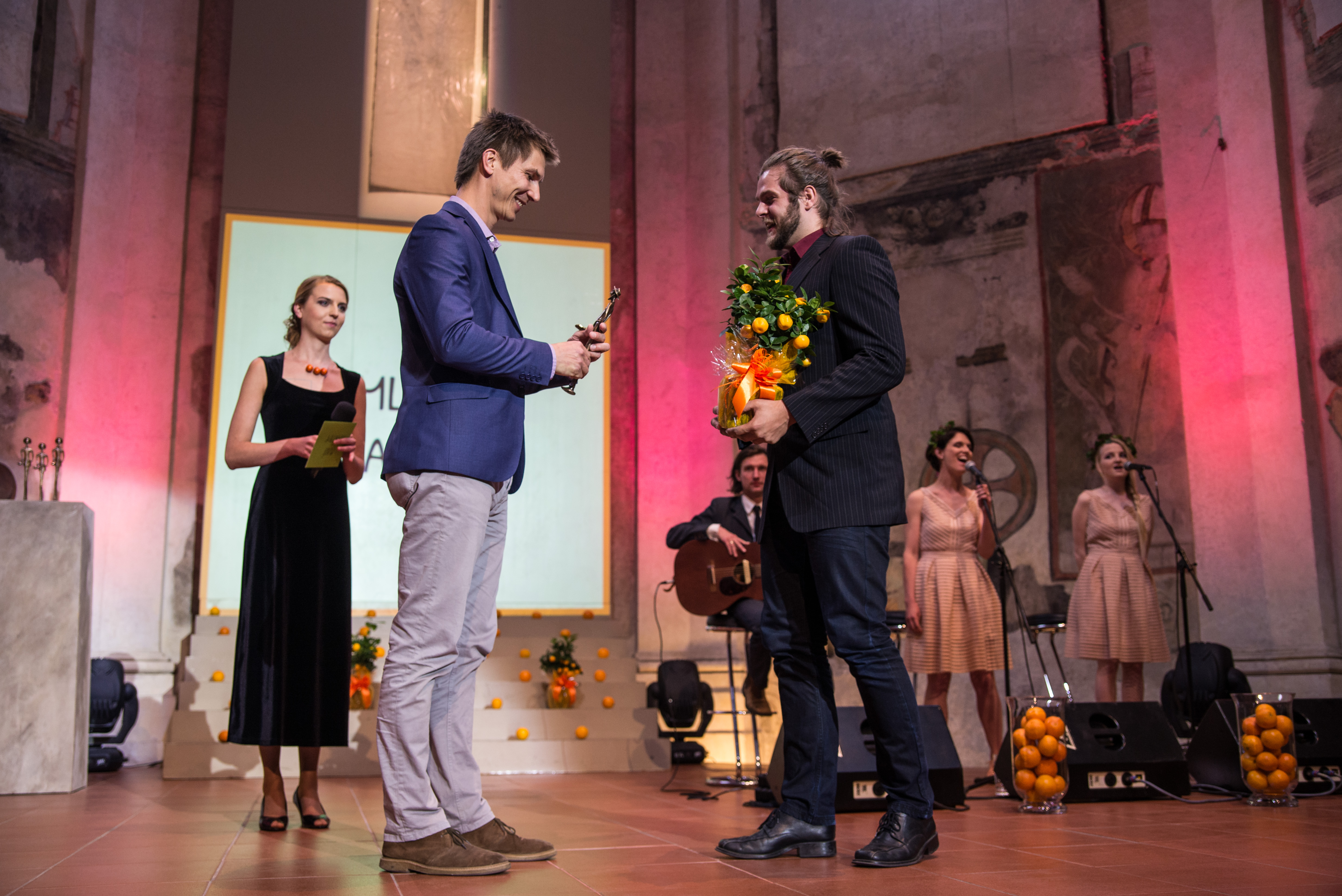
Předávání Ceny Via Bona 2017 v kategorii Mladý srdcař

Cena pro mladé filantropy, kteří jdou příkladem
- Milan Dzuriak – navzdory své bolestivé nemoci vyráží na pěší a cyklistické výpravy, aby získal peníze na plnění snů nemocných dětí

Finalisté: Jakub Trefný, Kateřina Vaňáková, Martin Kučera a Vojtěch Paukner, Studenti 3. lékařské fakulty UK Praha Scott Keel a Petr Oliva
Kategorie Regionální filantropie – cena České televize
Cena pro ty, kteří se dívají a pomáhají kolem sebe
- Jan Školník a firma Hobra-Školník – která řadou projektů a aktivit probouzí odlehlý region Broumovska

Finalisté: Kvapil Elektro, Marie a Milan Souradovi, Konzum – obchodní družstvo Ústí nad Orlicí, Dušan Hopp Auto Díly Servis, Hobra-Školník
Kategorie Dobrá firma
Cena pro ty, kteří ve svém okolí spojují byznys s dobročinností
- ČSOB – za dlouhodobou a promyšlenou podporu řady dobročinných projektů

Finalisté: LMC, ČSOB, Ogilvy Group, NET4GAS, MIBCON

### Ročník 2016
Kategorie Srdcař
Cena pro ty, kteří pomáhají svým zápalem, časem a životní energií
- Zdeňka Mocňáková[9] – za dlouholetou pomoc seniorům a zdravotně znevýhodněným a za založení služby Senior taxi v Lounech

Finalisté: Dagmar Herrmannová, Miroslav Hlavatý
Kategorie Mladý srdcař
Cena pro mladé, které baví pomáhat
- Jakub Trefný[10] – za organizaci řady dobročinných akcí na pomoc seniorům, lidem bez domova i uprchlíkům

- Milan Dzuriak – za svou kampaň Cesta proti bolesti, kterou plní sny dětem s vážnými zdravotními problémy

Finalistka: Lenka Martinková
Kategorie Věrný dárce
Cena pro ty, jejichž pravidelná podpora dělá zázraky
- Asaf Auerbach[11] – za dlouhodobou a pravidelnou podporu dětí v nejchudších zemích světa

Finalisté: František Gemperle, Irena Jindrová
Kategorie Dobrá firma
Cena pro ty, kteří ve svém okolí spojují byznys s dobročinností
- Dušan Hopp Auto Díly Servis s.r.o. – za zapojování lidí do dobrovolnické činnosti a podporu Azylového domu pro ženy a děti v tísni

Finalisté: Bohemia energy entity s.r.o., LOGIT s.r.o.
Kategorie Mecenáš
Cena pro ty, kteří věnují část svého majetku na dobročinnost
- Sanjiv Suri[12] – za dlouholetou a významnou podporu řady českých i mezinárodních neziskových organizací a lidí z nejchudších zemí světa

Finalisté: Pavel Faiereisl, Kateřina a Viliam Sivekovi
Kategorie Závěť pomáhá
Cena pro ty, kteří ve své závěti myslí i na dobročinnost
- Ludmila Šilhánková – za dar ze závěti pro Výbor dobré vůle – Nadaci Olgy Havlové na podporu vzdělání a rekreace dětí a mladých lidí se zdravotním postižením

Finalisté: Ladislava Šilhanová, Anna Bednářová, Stanislav Rákos, Růžena Polanská

### Ročník 2015
Cena za osobní zaujetí – Srdcař roku
- Zdenka Wasserbauerová[13] – za dlouholetou mimořádnou výdrž a obětavost při získávání nových dárců kostní dřeně ve Zlínském kraji během posledních 18 let a za osvětu u mladých lidí, že dárcovství kostní dřeně má smysl

Finalisté: ak. mal. Adriana Skálová, MUDr. Tomáš Šebek
Cena pro mladého filantropa
- Kateřina Vaňáková – za realizaci řady dobrovolnických aktivit ve svém okolí. V roce 2014 to byla TOUR za kyslíkem, hudební turné po českých městech

Finalisté: Daniel Vodrážka, Prima, tercie, kvarta a 4.C (Gymnázium Jateční, Ústí nad Labem)
Cena za dar ze závěti
- Kateřina Šmídková – za dar ze závěti pro Českou společnost ekonomickou; jeho účelem bylo vytvoření ceny podporující české vědkyně v oblasti ekonomie kvůli jejich obtížnějšímu postavení v tomto oboru

Finalisté: Prof. Ludmila Šilhánková, Milada Vaňová
Cena za otevírání nových cest
- Vojtěch Sedláček – za inovativní podporu lidí bez domova. Podnikatel působící v sociální oblasti se stal ve spolupráci s nevládní organizací Naděje hlavním iniciátorem a patronem projektu Nejdřív Střecha

Finalisté: PwC ČR, Siemens ČR
Cena pro individuálního dárce
- Libor Winkler[14] – za jeho systematickou podporu protikorupčního projektu Rekonstrukce státu

Finalisté: Kamil Mrva, Ondřej Fryc
Cena pro malou a střední firmu
- Konzum – obchodní družstvo Ústí nad Orlicí – za dlouholetou podporu mnoha sociálních projektů na Orlickoústecku, Rychnovsku a Svitavsku

Finalisté: Balkancar CZ, Kentico Software s.r.o.
Cena pro velkou firmu
- NET4GAS s. r. o. – za dlouhodobou a štědrou podporu Českého svazu ochránců přírody

Finalisté: Preciosa, a.s., Alza.cz
Cena veřejnosti – hlasování veřejnosti www.umimetouzoddetstvi.cz
- Prima, tercie, kvarta a 4.C, Gymnázium Jateční v Ústí nad Labem – za sérii unikátních dobročinných projektů, studenti Gymnázia Jateční se řadu let účastní dobrovolnictví

### Ročník 2014
Cena novinářů pro individuálního dárce
- Kvido Štěpánek – za dlouhodobou pomoc a podporu řady neziskových organizací (Orlickoústecká nemocnice, UNICEF, sdružení Jasněnka, Nadace charty 77 atd.)

Finalisté: Michal Rybář, Sanjiv Suri
Cena pro mladého filantropa
- Martin Kučera a Vojtěch Paukner – za projekt „Milý Ježíšku…“, funkční systém obdarovávání dětí z dětských domovů

Finalisté: Aktivní Kladno, Kvarta B (Gymnázium Chodovická Praha 9)
Cena za osobní zaujetí – Srdcař roku
- Barbora Jindřiška Petrtýlová – za mimořádnou výdrž a obětavost, se kterými se již 14 let každou první sobotu v měsíci neúnavně účastní projektu organizace UNICEF Pečení pro děti

- Petr Sýkora – za osobní nasazení a odvahu, se kterými přistoupil k realizaci projektu Nadace Dobrý anděl

Finalisté: Jiří Hrabčuk
Cena za otevírání nových cest
- Aleš Jeník – za dlouhodobou podporu neziskového sektoru a vytvoření online platební brány pro neziskové organizace Darujme.cz

Finalisté: Československá obchodní banka a.s., LMC s.r.o.
Cena pro malou a střední firmu
- Galvamet s.r.o. – za dlouholetou finanční i nefinanční podporu Charity Vsetín

Finalisté: První chodská s.r.o., RSJ a.s.
Cena pro velkou firmu
- Avast Software s.r.o. – za rozvoj paliativní péče v ČR a dlouhodobou pomoc občanskému sdružení Cesta domů, která díky tomu mohla posílit stabilitu zdravotního týmu a zvýšit kapacitu poskytované pomoci

Finalisté: Avon Cosmetics s.r.o., Preciosa a.s.

### Ročník 2013
Cena za otevírání nových cest
- JUDr. Hana Machačová – za inovativní myšlenku při oslavě svého životního jubilea, kdy vybrala finanční prostředky na podporu dvou postižených žen zapojených do Konta Bariéry

Finalisté: Scott Rodney Keel, Petr Oliva, Aleš Jeník, Alza.cz
Srdcař roku
Oeněn: Tomáš Slavata – za dlouhodobou a intenzivní pomoc dětem z dětských domovů a sociálně slabších rodin
Finalisté: Scott Rodney Keel, Patrik Bém
Cena za školní dobročinnost
- studenti 3. lékařské fakulty UK Praha Scott Keel a Petr Oliva – za zprostředkování neobvyklého zážitku zdravotně postiženým dětem prostřednictvím organizace „Běháme s těmi, kteří sami nemohou“ („Running With Those That Can´t“)

Finalisté: Eva Zemanová, Deana Barešová a studenti EATS programu ZŠ Jarov
Cena novinářů pro individuálního dárce
- Martin Hausenblas – za podporu nadaných studentů v rámci komunitní nadace Stipendijní fond Renesance

Finalisté: Kateřina a Viliam Sivekovi, Hana Machačová
Cena pro malou a střední firmu
- Z – TRADE s. r. o. – za dlouhodobou podporu a založení Agentury na rozvoj Broumovska, která usiluje o celkový rozkvět tohoto regionu

Finalisté: Dell Computers s.r.o., KCT Data s.r.o.
Cena pro velkou firmu
- Česká spořitelna – za dlouhodobou a systematickou podporu se organizací Sananim v oblasti pomoci drogově závislých

Finalisté: Nadační fond Avast, ICZ a.s.
Čestná cena správní rady Nadace Via
- Olbram Zoubek – za celoživotní podporu a ochotu darovat svá díla do aukcí, jejichž výtěžek je určen na dobročinné účely

### Ročník 2012
Cena novinářů pro individuální dárce
- Jana Bečvářová – za dlouhodobou podporu občanského sdružení Středisko náhradní rodinné péče, které pomáhá dětem v obtížných životních situacích

Finalisté: Marie Ředinová, Vladislav Sobol
Cena za školní dobročinnost
- Studenti Gymnázia Broumov a paní učitelka Šárka Rambousková – za mimoškolní dobrovolnou podporu žáků ze sociálně vyloučených rodin z broumovské základní školy

Finalisté: Studenti, dřívější žáci ZŠ Pouchov – Hradec Králové, Mgr. Zdeňka Sekulová a třída septima z gymnázia Jana Palacha v Mělníku
Cena za osobní zaujetí – Srdcař roku
- Ondřej Horecký[15]- za velké osobní nasazení a významnou pomoc sirotkům v Tanzanii a navázání dlouhodobé spolupráce mezi českými a africkými školami

Finalisté: Anežka Hřebejková, Marie Ředinová
Cena za otevírání nových cest
- Adastra, s. r. o. – za významnou podporu kampaně Nebojme se zbytečně občanského sdružení Cesta domů, které se zabývá komplexní pomocí umírajícím a jejich rodinám

Finalisté: První chodská stavební společnost, spol. s r. o., Nadace Vodafone Česká republika
Cena pro malou a střední firmu
- MIBCON a.s. – za dlouhodobou podporu Nadačního fondu Klíček, který pomáhá hospitalizovaným, vážně a nevyléčitelně nemocným dětem a jejich blízkým

Finalisté: ALBI, a.s., První chodská stavební společnost, spol. s r. o.
Cena pro velkou firmu za strategické dárcovství
- KPMG Česká republika, s. r. o. – za významnou, strategickou a dlouhodobou pomoc ekologickému Sdružení Tereza

Finalisté: GE Money Bank, a.s., s. r. o., Net4Gas
Cena pro velkou firmu za podporu konkrétního projektu
- OKD, a. s. – za systematickou podporu pracovní integrace hendikepovaných lidí

Finalisté: GE Money Bank, a.s., Avast Software, a.s.

### Ročník 2011
Cena novinářů pro individuální dárce
- Břetislav Tůma[16] – za dlouhodobou a promyšlenou filantropickou činnost, jíž s osobním nasazením podporuje rozvoj Opavska

Finalisté: Marie Ředinová, Vladislav Sobol, Sanjiv Suri
Cena za osobní zaujetí – Srdcař roku
- PhDr. Jaroslav Šturma – za celoživotní obětavou a odbornou práci pro zdravotně postižené děti a jejich rodiny

Finalisté: Anežka Hřebejková, Marie Ředinová
Cena pro velkou firmu
- Vodafone Czech Republic – za mnohaletou velkorysou podporu České asociace streetwork, která působí v oblasti nízkoprahových sociálních služeb

Finalisté: ČSOB, OKD
Cena pro malou a střední firmu
- LAW CZ – za významnou podporu uvážlivě vybraných neziskových organizací, například společnosti TyfloCentrum Brno, která poskytuje sociální služby pro klienty se zrakovým postižením

Finalisté:  Z-Trade s.r.o, LMC s.r.o.
Cena za odvahu podpořit inovativní projekt
- LMC s.r.o. – za vytvoření ucelené koncepce pomoci lidem se zdravotním postižením při hledání zaměstnání a její finanční a odbornou podporu

Finalisté: Citibank, Cetelem
Cena za zapojování zaměstnanců do dárcovství/dobrovolnictví
- KPMG Česká republika, s. r. o. – za sdílení profesionálního know-how s pracovníky z neziskových organizací

Finalisté: GE Money, Vodafone
Cena za dlouhodobé partnerství
- Telefónica Czech Republic, a.s. – za sedmnáctiletou všestrannou finanční, materiální a odbornou pomoc Sdružení Linka bezpečí

Finalisté: ČSOB, Kooperativa

### Ročník 2010
Cena pro velkou firmu
- Ogilvy Group – za dlouhodobou a vysoce účinnou propagaci Konta BARIÉRY a tvorbu a realizaci kampaní i dílčích projektů Nadace Charty 77

Finalisté: Stavební spořitelna České spořitelny, Petr Vopelka
Cena pro malou a střední firmu
- Vysoká škola ekonomie a managementu (VŠEM) – za velkorysou podporu společného projektu se Společností Člověk v tísni VŠEM V AFRICE a podporu filmového festivalu Jeden svět

Finalisté: LMC s.r.o, Z-TRADE s.r.o.
Cena pro individuálního dárce a mecenáše
- Lubomír Kohout in memoriam († 2008)[17] – za empatii a velkorysou podporu organizací La Strada a Nadačního fondu Inka, na které myslel i ve své závěti

Finalisté: Božena Lisá, Libor Malý
Cena novinářů
- Lubomír Kohout in memoriam († 2008) – za v českých podmínkách pionýrský přístup v nakládání s dědictvím

Cena za odvahu podpořit inovativní projekt
- e|n|w|c Natlacen Walderdorff Cancola v. o. s. – advokáti – za bezplatné služby poskytnuté občanskému sdružení Občané proti závislostem při přípravě návrhu k Ústavnímu soudu ČR na zrušení části loterijního zákona pro porušování Listiny základních práv a svobod

Finalisté: ICZ a.s., Vodafone Czech republic a.s.
Cena za dlouhodobé partnerství
- Ogilvy Group – za sedmnáctiletou koncepční propagaci Konta BARIÉRY, přípravu veškerých jeho PR materiálů a kampaní, a spolupráci na dalších projektech Nadace Charty 77

Finalisté: AHOLD Czech Republic, a. s., Vodafone Czech Republic a.s.
Cena za zapojování zaměstnanců do dárcovství a dobrovolnictví
- PricewaterhouseCoopers Česká republika (PwC) – za podporu zaměstnanců firmy v dobrovolné práci pro neziskové organizace prostřednictvím dobročinných sbírek a dalších akcí, jakož i poskytování pro bono odborných služeb

Finalisté: Česká republika a.s., Vodafone Česká republika a.s.

### Ročník 2009
Cena za podporu inovativního projektu
- Ing. Arch. Jaroslav Sklenář[18] – za velkorysou podporu výstavby nízkoenergetické školy v indickém Himálaji, osobní účast na dokončovacích pracích a obětavou spolupráci se sdružením Surya

Finalisté: Etna s.r.o., ICZ a.s.
Cena za dlouhodobé partnerství
- Pavel Cindr – za vytvoření jednotného vizuálu Výboru dobré vůle – Nadace Olgy Havlové a za kreativní návrhy a grafické podklady na výrobu veškerých propagačních a informačních materiálů nadace po dobu deseti let

Finalisté: SIEMENS, s. r. o., COMMERZBANK Aktiengesellschaft, pobočka Praha
Cena za zapojování do dárcovství a dobrovolnictví
- T-Mobile Czech Republic – za neformální a velkorysé zapojení zaměstnanců do dárcovství a dobrovolnictví prostřednictvím Fondu T-Mobile pro zaměstnance, projektu Jeden den pro váš dobrý skutek a pravidelné charitativní aukce spojené s jarmarkem výrobků neziskových organizací

Finalisté: VIZUS.CZ, s. r. o., GE Money Bank, a. s.
Cena pro individuálního dárce – mecenáše
- RNDr. Marek Stanzel – za velkorysé finanční a materiální dary občanskému sdružení Tři na vybudování a zprovoznění Hospice Dobrého pastýře v Čerčanech

Finalisté: Jiří Sedlák, Česká Kamenice, Petr a Jindra Sýkorovi a Jaroslav Sklenář, Praha
Cena pro malou a střední firmu
- Josef Kvapil, firma Kvapil Elektro – za dlouhodobou významnou finanční a materiální podporu Středisku SOS pro vzájemnou pomoc občanů a mnoha dalším neziskovým organizacím na Olomoucku

Finalisté: Reklamní agentura Fabrika, ADW Holding, a. s.
Cena pro velkou firmu
- ČSOB – za promyšlenou finanční podporu regionálních neziskových organizací a dlouhodobé dárcovství na významné projekty s celostátním dopadem.

Finalisté: AHOLD Czech Republic, a. s., OKD, a. s.

### Ročník 2008
Cena pro individuální dárce
- Manželé Marie a Milan Souradovi- za mnohaletý bezplatný pronájem svého domu občanskému sdružení CEMA Žamberk, které v něm provozuje Dům na půl cesty.

Finalisté: Jaroslava Ciahotná, okres Frýdek-Místek, Věra Krupičková, Praha, Jan a Marcela Školníkovi, okres Náchod
Cena za odvahu podpořit inovativní projekt
- Poštovní spořitelna – za podporu integrace zdravotně znevýhodněných a spolupráci při sociálním podnikání s družstvem invalidů ERGOTEP

Finalisté: Českomoravský cement, a.s. Mokrá, Walmark, a.s., Třinec
Cena pro velkou firmu
- Telefónica O2 Czech Republic, a. s. – za dlouhodobou finanční podporu projektu Minimalizace šikany a za osvětovou činnost Nadace O2 k tématu šikany ve školách

Finalisté: Československá obchodní banka a.s., Praha, Koncern Schneider Electric, Praha Oriflame Czech Republic spol. s r.o., Praha, Poštovní spořitelna, obchodní značka ČSOB a.s.
Cena pro malou a střední firmu
- Bisport, spol. s r. o. - za dlouhodobou významnou materiální, finanční a dobrovolnickou pomoc obecně prospěšné společnosti Posázaví při čištění řeky Sázavy

Finalisté: Gabriel s.r.o. – zahradnická společnost, České Kopisty, Josef Kvapil a.s., Olomouc Kocián Šolc Balaštík advokátní kancelář, Praha, SYMBIO Digital, s.r.o., Praha
Cena za zapojování zaměstnanců do dárcovství/dobrovolnictví
- Citibank Europe plc, organizační složka, Praha – za dlouholetou dobrovolnou lektorskou práci zaměstnanců banky v projektu Peníze pro život, který přispívá k osamostatnění dětí z dětských domovů

Finalisté: Dell Computer spol s r.o./Oracle Czech, s.r.o., Praha, 2N Telekomunikace a.s., Praha, Siemens s.r.o., Praha, T-Mobile Czech Republic a.s., Praha,
Cena za dlouhodobé partnerství
- Advokátní kancelář Kocián, Šolc, Balaštík – za dlouholetou podporu Výboru dobré vůle – Nadace Olgy Havlové prostřednictvím adventních benefičních koncertů (pořádaných od roku 1995)

Finalisté: Českomoravský cement, a.s. Mokrá, Metrostav a.s., Praha, Oriflame Czech Republic spol. s r.o., Praha, Poštovní spořitelna – obchodní značka ČSOB a.s. Praha
Čestná cena správní rady Nadace Via
- Manželé Marka Bednářová a Donald Hamer – za dlouholetou finanční podporu projektů z Fondu kulturního dědictví a dary do nadačního jmění Nadace Via

### Ročník 2007
Cena pro individuálního dárce
- hraběnka Mathilda Nostitzová – za dlouholetou podporu sdružení Sjednocené organizace nevidomých a slabozrakých (SONS)

Cena za inovativní přístup k dárcovství
- Vodafone Czech Republic, a. s. – za spolupráci se Sjednocenou organizací nevidomých a slabozrakých na projektu GPS systému pro nevidomé

Cena pro malou a střední firmu
- Orbit, s. r. o. - za dlouhodobou podporu ZO ČSOP, která sahá od finanční a materiální až po zapojování zaměstnanců firmy

Cena pro velkou firmu
- Isolit-Bravo, s. r. o. – za dlouhodobou podporu regionálních projektů, vytrvalost a šíři záběru. Firma byla nominována Hnutím humanitární pomoci – domov Olga

### Ročník 2006
Cena pro individuálního dárce
- Mgr. Vlastimil Venclík – za založení a financování ze svých soukromých zdrojů Nadační fond Filipa Venclíka k uctění památky svého syna, který podlehl zraněním po napadení v metru, nominoval Bílý kruh

Cena za inovativní přístup k dárcovství
- Skanska CZ, a. s. – za významnou finanční podporu grantového programu Strom života a za strategickou výměnu know-how s Nadací Partnerství v oblasti ochrany životního prostředí

Cena pro velkou firmu
- Metrostav, a. s. – za systematickou a významnou finanční i materiálovou pomoc neziskovým organizacím v Praze i v regionech

Cena pro malou a střední firmu
- Hobra – Školník, s. r. o. – za založení Agentury pro rozvoj Broumovska, její významnou finanční podporu a za osobní nasazení ředitele a spolumajitele firmy pana Jana Školníka při rozvoji regionu

Čestné uznání poroty
- Marten – za tisk diářů a další spolupráci s občanským sdružením Máme otevřeno?
- Československá obchodní banka – za desetiletou stipendijní podporu hendikepovaných studentů prostřednictvím Fondu vzdělání při Výboru dobré vůle – Nadace Olgy Havlové

Čestná cena správní rady Nadace Via
- Marie a Václav Horovi – za podporu dětí na Zakarpatské Ukrajině, kterým věnovali finanční částku, kterou utržili za prodej svého domu na Bílé hoře v Praze. Díky jejich velkorysé podpoře vznikl při Nadaci Via Fond manželů Horových

### Ročník 2005
Cena pro individuálního dárce
- MUDr. Eva Hvížďalová[19]- za mnohaletou podporu a rozvoj hospicového hnutí v ČR. Nominoval ji litoměřický Hospic sv. Štěpána a pražský domácí hospic Cesta domů

Cena za podporu inovativního přístupu
- ECE Projektmanagement G. m. b. H & Co. – za podporu brněnského občanského sdružení Vaňkovka. Tato podpora spočívá v dlouhodobém pronájmu prostor v nákupní Galerii Vaňkovka za symbolickou částku

Cena pro velkou firmu
- Stavební spořitelna České spořitelny, a. s – za několikaletou a systematickou podporu občanského sdružení Portus a benefiční Akce cihla, jejímž cílem je získat finanční prostředky pro lidi s mentálním postižením ve Slapech

Cena pro malou a střední firmu
- Casta a.s. – za dlouhodobou finanční i materiální pomoc Asociaci rodičů a přátel zdravotně postižených dětí v ČR, klubu Krteček v Písku, a za podporu dalších neziskových organizací a projektů v regionu

Čestné uznání poroty
- Marie Šenfeldová a Luďěk Zýka, Milan Havránek a Čeněk Zlatohlávek[20] – za nezištnou a obětavou pomoc při postupné obnově kostela v Horním Ročově, byli nominováni Spolkem pro záchranu kostela v Ročově
- Connex Morava, a. s. – za vstřícný a příkladný přístup k lidem se zdravotním postižením a za zavedení meziměstské bezbariérové linky pro vozíčkáře na trase Přerov–Olomouc–Prostějov

Čestná cena správní rady Nadace Via
- Silva a Oldřich Vašíčkovi z Kalifornie – za štědrou a opakovanou podporu obnovy a zachování českého kulturního dědictví prostřednictvím Nadace Via

### Ročník 2004
Hlavní cena
- Eurotel Praha – za založení vlastní firemní nadace, kdy sjednotila všechny své dosavadní dárcovské aktivity a zaměřila se cíleně na podporu zdravého vývoje dětí a mládeže

Cena za podporu obecně prospěšné činnosti v regionu
- Osram – za podporu mnoha akcí, s cílem podnítit u místních obyvatel zájem o jejich region a učinit tento region přitažlivějším i pro turisty

Cena za dlouhodobou spolupráci
- Manželé Safari a rodina Roeselů a Krumů – za dlouhodobou podporu vybraných neziskových organizací, Naděje ve Vysokém Mýtě a Ochrana fauny ČR ve Voticích. Věnují jim čas, peníze a potřebné věci

Cena za podporu inovativního projektu
- Libor Holub z Ostravy – za navržení, vytvoření a správu bezplatných internetových stránek pro seniory. Vyškolil tým seniorů, který pak učí ostatní práci s internetem

Čestné uznání správní rady Nadace Via
- Dr. Alfred Bader – za podporu neziskových projektů v České republice. Každoročně věnuje několik tisíc dolarů na podporu Romů, lidských práv, barokního umění a vzdělávání v chemii

### Ročník 2003
Hlavní cena
- Nokia – za vytvoření programu Make a connection – Připoj se, který poskytuje mladým lidem granty na projekty, které přinášejí pozitivní změny v místě, kde žijí

Cena za mimořádný čin
- Lada Martinezová – za svou dobročinnost, přestože je sama na vozíku, věnovala spolku vozíčkářů Trend v Olomouci výnosy z prodeje cigaret ve své soukromé trafice

Cena za odvahu podpořit inovativní projekt
- GlaxoSmithKline – za pořádání Sanitářského kurzu sv. Zdislavy, který umožňuje vězněným ženám rekvalifikaci na charitní sanitářky a následnou praxi v Domově sv. Karla Boromejského v Řepích

Cenu za dlouhodobé partnerství
- Mucos Pharma CZ – za významnou podporu obecně prospěšnou společnost Domov Sue Ryder

Cena za podporu obecně prospěšné činnosti v regionech
- Plzeňský prazdroj – za projekt Občanská volba, který mimo jiné umožňuje veřejnosti aktivně rozhodovat, která z organizací nebo jejich projektů si zaslouží podporu

Čestné uznání správní rady Nadace Via
- Česká televize – za koncepční mediální podporu neziskových projektů

### Ročník 2002
Hlavní cena
- Philip Morris – za spolupráci s Bílým kruhem a za přípravu masívní osvětové kampaně proti domácímu násilí

Cena za dlouhodobé partnerství
- Renesance – za dlouholetou podporu Diakonie Českobratrské církve evangelické v Litoměřicích a chráněné dílny pro lidi s tělesným postižením

Cena za podporu obecně prospěšné činnosti v regionech
- Meks Červenák – za mnohaletou podporu regionu Uherské Hradiště, který podporují finančními i materiálními dary mnohým neziskovým organizacím a jejich prostřednictvím potřebným lidem

Cenu za odvahu podpořit inovativní projekt
- ERA group s.r.o., majitelka Kateřina Dubská – za promyšlenou a obětavou pomoc nadaným členům romské komunity v Brně

Čestná uznání individuálním dárcům
- Jakub Blacký – za dlouhodobou finanční podporu mnoha organizací na Domažlicku (např. Domov pro matky s dětmi v tísni, Domova pokojného stáří, Nadace Památníku, Pěveckého sboru atd.)
- Milan Sourada – za bezplatné přenechání dvou bytů do užívání sdružení Klub hurá kamarád, sdružení zajišťuje přechodný pobyt dětem opouštějící dětské domovy

Čestné uznání správní rady Nadace Via
- Mladá fronta DNES – za možnost prezentace obecně prospěšných aktivit v rubrice Charita

### Ročník 2001
Hlavní cena
- Veba a.s. – za osvícený přístup k současným i budoucím potřebám regionu a uvážlivou finanční a morální podporu občanskému sdružení Tuž se, Broumovsko!

Čestná uznání
- MESIT holding a.s. – za dlouhodobou podporu vzdělávacích aktivit a ekologicko-sociálních projektů v regionu Uherského Hradiště

- Alena Tioková, majitelka firmy Altik – za významnou materiální a morální podporu a všestrannou pomoc občanskému sdružení Práh

- Ladislav Čerych – za příkladný mecenášský počin, spolu s bratrem věnoval památkově chráněnou rodinnou vilu v České Skalici organizace NROS

- Milan Horvát – za významné finanční i osobní přispění ke vzniku romského komunitního centra v Lysé nad Labem

### Ročník 2000
Hlavní cena
- Ostravské kanalizace a vodárny a.s. – za dlouhodobou finanční, materiální a morální pomoc neziskovým organizacím v regionu v oblasti charitativní, zdravotní, ekologické, sportovní a kulturní

Čestná uznání
- Staving Olomouc s.r.o. – za iniciativní přístup k potřebám v regionu a za opakovanou finanční podporu výstavby Charitního rodinného dětského domova u Přerova

- Odkolek a.s. – za dlouhodobé a opakované poskytování materiální pomoci občanskému sdružení Naděje
- Mius a.s. – za dlouhodobou finanční podporu neziskových organizací v Teplicích a za zpřístupnění a provozování internetových stránek pro místní občanská sdružení
- Pavel Svoboda, ABFA – za dlouhodobou a bezplatnou pomoc při úklidu a odvozu černých skládek v přírodním parku Prokopské a Dalejské údolí a za finanční dar na rekonstrukci Informačního centra

### Ročník 1999
Hlavní cena – Ocenění za podporu neziskového sektoru
- Dopravní stavby holding a.s. – za opakovanou a uvážlivou finanční a materiální pomoc neziskovým organizacím a občanským aktivitám v regionu

Čestná uznání – Ocenění za podporu neziskového sektoru
- Ing. JIŘÍ ROUS, PIREO – za dlouhodobou a všestrannou podporu neziskových organizací působících v oblasti ochrany životního prostředí severních Čech
- HK OBUV Dobříš, Jaroslava Holá a Petr Kubát – za opakované poskytování materiální pomoci Soukromému dětskému domovu v Korkyni
- CZECH-O-DOG s.r.o., Emílie Jindřichová – za dlouhodobou finanční podporu Arkadie – Společnosti pro komplexní péči o děti a mládež
- Leo Burnett Advertising s.r.o. – za dlouhodobou spolupráci v oblasti osvětové a propagační činnosti s Nadací pro transplantaci kostní dřeně
- Meks, Stanislav a Jana Červenákovi – za trvalou finanční a materiální pomoc organizacím v Uherském Hradišti
- J.O.D. Louny, velkoobchod racionální výživou, manželé Dvořákovi – za trvalou materiální podporu Sdružení pro pomoc mentálně postiženým a Speciální domov mládeže Hvozdy

### Ročník 1998
Hlavní cena
Oceněny: Pekárny Jaromíra Středy – za opakovanou a uvážlivou finanční i materiální podporu neziskovým organizacím a občanským aktivitám v regionu Kutná Hora
Čestné ceny
- Jan Pivečka s.r.o. – za opakovanou a uvážlivou finanční i materiální podporu neziskovým organizacím, občanským aktivitám a talentovaným jednotlivcům ve městě Slavičín a regionu Zlín
- Graddo, a.s. – za účinnou finanční pomoc a osobní nasazení vedení a zaměstnanců firmy při likvidaci katastrofálních záplav v červenci 1997
- Microsoft s.r.o. – za iniciování a významnou materiální a finanční pomoc projektu „Počítače proti bariérám“

Čestná uznání
- Preciosa, a.s. – za finanční podporu neziskového sektoru na regionální a celorepublikové úrovni prostřednictvím podnikové Nadace Preciosa
- Setuza, a.s. – za finanční podporu nadace Regionální fond a osobní angažovanost generálního ředitele RNDr. ing. Miloslava Handla při realizaci transformace systému sociálních služeb ve městě Ústí nad Labem